# Jan Procházka (écrivain)
Jan Procházka, né en 1929 et mort en 1971, est un écrivain, scénariste et producteur de films tchécoslovaques. 
Il est connu pour sa collaboration avec le réalisateur Karel Kachyňa. En tant que scénariste, ses œuvres les plus importantes sont Tourments (1961), Vive la république (1965), Carrosse pour Vienne (1966) et L'Oreille (1970).

## Débuts au cinéma
Jan Procházka est né le 4 février 1929 à Ivančice en Moravie.
Proche du Parti communiste, il est responsable du groupe de production Švabík–Procházka. Ce groupe, d'abord spécialisé dans les films d'enfance, produit ensuite des films tels que La fête et les invités de Jan Němec (1966) et Marketa Lazarova de František Vláčil (1967).
Influent à la commission idéologique du Parti, il devient le conseiller culturel du président Novotný, qu'il a rencontré par hasard.

## Opposant en 1968
À la fin des années 1960, il participe au courant réformateur qui agite le pays. Dans ce contexte, il devient l'une des figures importantes du Printemps de Prague. 
En juin 1968, il écrit dans la revue mensuelle My 68 ("Nous en 1968") : 
"Si je devais résumer notre situation actuelle, je dirais que nous n'avons pas encore cessé de marcher vers l'abîme, mais qu'heureusement nous y marchons un peu plus lentement".

## Répression et mort
Après l'invasion soviétique d'août 1968, Procházka est exclu du Parti le 17 octobre 1969. Il fait partie des auteurs et artistes mis à l'index. Son dernier film, L'Oreille, est interdit par la censure en 1969 .
En représailles de son rôle d'opposant, Procházka fait l'objet d'une campagne de calomnie, sous la forme d'un programme télévisé fabriqué par la police secrète et diffusé à la télévision tchécoslovaque en avril 1970, afin de le discréditer. Il s'agit de bribes tronquées d'une conversation qu'il aurait eue à Paris avec le professeur Cerny (les deux hommes ne s'y sont jamais trouvés simultanément).
Brisé, démoralisé et isolé par le pouvoir communiste, Procházka meurt prématurément d'un cancer quelques mois plus tard, à Prague, le 20 février 1971.
Jan Prochazka est mentionné par l'écrivain Milan Kundera dans son livre " l'insoutenable légèreté de l'être ".